# Christoph von Dohnányi
Pour les articles homonymes, voir von Dohnanyi.
Christoph von Dohnányi est un chef d'orchestre allemand, né à Berlin le 8 septembre 1929.

## Biographie

### Famille
Christoph von Dohnányi naît dans une famille noble, d'origine hongroise du côté de son père[réf. nécessaire], qui participe au mouvement de résistance intérieure contre le nazisme. Il est apparenté du côté de sa mère au pasteur Dietrich Bonhoeffer. Ce dernier et le père de Christoph, Hans von Dohnányi, sont assassinés par les nazis au camp de Buchenwald en 1945.
Il est le frère du député social-démocrate allemand Klaus von Dohnanyi.

### Formation
Il étudie le droit à l'université de Munich, ainsi que la composition et la direction d'orchestre. Il rejoint ensuite, aux États-Unis, son grand-père Ernő Dohnányi, pianiste et compositeur, pour approfondir sa connaissance du piano.

### Carrière
Il dirige d'abord à l'opéra de Francfort de 1968 à 1977, puis à Hambourg de 1977 à 1984. Il devient directeur musical de l'orchestre de Cleveland de 1984 à 2002. Il a également été à la tête de l'orchestre symphonique de la NDR de Hambourg.
En 2004, il est désigné « chef permanent » par le nouveau directeur de l'Opéra de Paris. Il avait été auparavant été conseiller pour l'orchestre de Paris entre 1998 et 2000. En qualité de chef invité, il a dirigé d'autres formations, parmi lesquelles l'Orchestre philharmonique de Vienne, à de nombreuses reprises depuis ses débuts au Festival de Salzbourg en 1966, et jusqu'en novembre 2019, à la veille de sa retraite.

#### Premières
- 12 janvier 2003[réf. nécessaire] – Opernhaus Zürich, Idoménée, roi de Crète de Mozart[8]
- 13 décembre 2003[réf. nécessaire] – Opernhaus Zürich, Elektra de Richard Strauss[8]
- mai 2004 - Royal Opera House, Arabella de Richard Strauss[9]
- 4 décembre 2004[réf. nécessaire] – Opernhaus Zürich, Le Vaisseau fantôme de Richard Wagner[10]
- 18 juin 2005[réf. nécessaire] – Opéra Bastille, Elektra de Richard Strauss[8]
- 16 décembre 2006[réf. nécessaire] – Opernhaus Zürich, Ariane à Naxos de Richard Strauss[11]

### Vie privée
Il épouse en 1967 la soprano Anja Silja qui fut la compagne de Wieland Wagner.

## Répertoire
Outre le répertoire romantique et Mozart, il a également enregistré la musique du XXe siècle avec Bartók, Ives, Lutoslawski, Varèse ou Webern notamment.
Ses enregistrements remarquables consacrés aux symphonies de Dvořák et de Brahms allient la qualité sonore de l'Orchestre de Cleveland à une direction précise qui privilégie les chants secondaires.